# Saint-Hilaire (Doubs)
Saint-Hilaire is een gemeente in het Franse departement Doubs (regio Bourgogne-Franche-Comté) en telt 125 inwoners (2004). De plaats maakt deel uit van het arrondissement Besançon.

## Geografie
De oppervlakte van Saint-Hilaire bedraagt 2,7 km², de bevolkingsdichtheid is 46,3 inwoners per km².
De onderstaande kaart toont de ligging van Saint-Hilaire (Doubs) met de belangrijkste infrastructuur en aangrenzende gemeenten.

## Demografie
Onderstaande figuur toont het verloop van het inwonertal (bron: INSEE-tellingen).